# Ewa Szabatin
Ewa Szabatin (ur. 3 stycznia 1979 w Warszawie) – polska tancerka, aktorka niezawodowa i projektantka mody.

## Życiorys
Jest córką Romana i Bogusławy Szabatinów. Jej matka była krawcową. Zafascynowana filmem Dirty Dancing, w wieku 10 lat zaczęła trenować taniec towarzyski. Jej partnerami w tańcu byli: Krzysztof Hulboj (w latach 1993–2003), Jan Kliment (2003–2004), Artiom Jepifanow (2004–2005), Stefano Terrazzino (2005–2007) i Marcin Olszewski. Jest wielokrotną młodzieżową mistrzynią Polski w tańcach latynoamerykańskich, standardowych i kombinacji 10 tańców, a także mistrzynią Czech, dwukrotną finalistą Mistrzostwa Świata, wicemistrzynią Pucharu Świata, półfinalistką Mistrzostw Świata w 10 tańcach oraz festiwalu tańca w Blackpool. Reprezentuje najwyższą, międzynarodową klasę taneczną „S” w tańcach latynoamerykańskich i standardowych.
W latach 2006–2007 występowała jako trenerka tańca w programie rozrywkowym TVN Taniec z gwiazdami, a jej partnerami byli aktorzy: Przemysław Sadowski, Rafał Olbrychski i Mateusz Damięcki. W 2008 uczestniczyła w programie Ranking gwiazd w telewizji Polsat. W 2009 zaczęła pracować jako projektantka mody, stworzyła dwie kolekcje z Elą Dąbrowską

### Życie prywatne
Przez osiem lat pozostawała w nieformalnym związku z tancerzem Krzysztofem Hulbojem. Następnie związała się ze swoim trenerem tańca, choreografem Colinem Jamesem, z którym była zaręczona, ale rozstała się po pięciu latach związku. Była także związana z Joshem Vittulim. 28 marca 2016 na Malediwach poślubiła Rubena Barat-Rodriguesa.

## Sukcesy i osiągnięcia
Najważniejsze osiągnięcia w tańcu towarzyskim Ewy Szabatin:
- lata 1992–1997 – mistrzyni Polski w tańcach latynoamerykańskich, standardowych i 10 tańcach w kat. par młodzieżowych
- 1997 – mistrzyni Polski w 10 tańcach w kat. par dorosłych[13]
- 1996, 1998–2001 – wicemistrzyni Polski w tańcach latynoamerykańskich
- 1997, 2002 – II wicemistrzyni Polski tańcach latynoamerykańskich
- 1996–1997 – finalistka mistrzostw świata w kat. par młodzieżowych (do 18 lat)
- 1997 – zdobywczyni 1. miejsca w otwartych mistrzostwach Niemiec (German Open) w kat. par młodzieżowych (do 18 lat)
- 1997 – półfinalistka mistrzostw świata w 10 tańcach
- 1998 – wicemistrzyni Pucharu Świata (IDSF Word Cup Latin)
- 1999 – finalistka festiwalu w Blackpool w par młodzieżowych
- 2000 – zdobywczyni 1. miejsca na United Kingdom Championships w kat. Rising Stars
- 2001 – półfinalistka festiwalu w Blackpool w kat. Amateur
- 2003 – mistrzyni Czech w tańcach latynoamerykańskich
- 2005 – zdobywczyni 4. miejsca na mistrzostwach Polski
- 2006 – finalistka Mistrzostw Niemiec w tańcach latynoamerykańskich
- wielokrotna zwyciężczyni turniejów IDSF International Open